# Francine Fillios
Francine Fillios est une karatéka française née le 29 mai 1960. Elle est surtout connue pour avoir remporté l'épreuve de kumite individuel féminin de 53 kilos aux championnats d'Europe de karaté 1982 organisés à Londres, en Angleterre .

## Résultats
| Résultat           | Date | Épreuve                   | Catégorie | Compétition                | Ville hôte             |
| ------------------ | ---- | ------------------------- | --------- | -------------------------- | ---------------------- |
| Médaille d'or      | 1982 | Kumite individuel - 53 kg | Seniors   | Championnats d'Europe 1982 | Londres, en Angleterre |
| Médaille de bronze | 1982 | Kumite individuel - 53 kg | Seniors   | Championnats du monde 1982 | Taipei, à Taïwan       |